# Arlindo Gomes Semedo

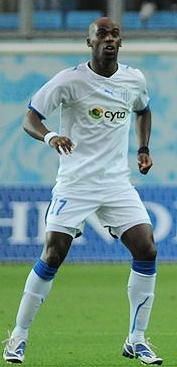
Arlindo Gomes Semedo

Arlindo Gomes Semedo (Lissabon, 17 november 1977), voetbalnaam Cafú, is een Portugees-Kaapverdische voetballer. Hij speelt als aanvaller bij het Portugese CD Feirense.

## Clubvoetbal
Cafú begon zijn carrière bij de Portugese amateurclub CF Amora. In 1999 ging hij naar CF Belenenses, waar de aanvaller tot 2002 speelde. In 2002 werd Cafú gecontracteerd door Boavista FC. In januari 2006 vertrok hij naar Sportfreunde Siegen uit de 2. Bundesliga. Na de degradatie van deze club in 2006 tekende Cafú transfervrij bij SC Freiburg. Van 2008 tot en met 2013 voetbalde hij bij Cypriotische voetbalclubs. In 2013 vertrok hij weer naar Portugal waar hij tekende voor Académico de Viseu FC. Vervolgens verkaste de spits naar CD Feirense.

## Carrière
- 1997-1999: CF Amora
- 1999-2002: CF Belenenses
- 2002-2006: Boavista FC
- 2006: SF Siegen
- 2006-2008: SC Freiburg
- 2008-2009: Omonia Nicosia
- 2009-2011: Anorthosis Famagusta
- 2011-2012: AEL Limasol
- 2012-2013: Alki Larnaca
- 2013-2014: Académico de Viseu FC
- 2014-heden: CD Feirense

## Nationaal elftal
Cafú debuteerde tijdens de kwalificatiewedstrijden voor het WK 2006 in het Kaapverdisch nationaal elftal.